# Кунерсдорфское сражение
Кунерсдорфское сражение (нем. Schlacht bei Kunersdorf) — одно из наиболее крупных и ключевых сражений Семилетней войны, завершившееся разгромом прусской армии короля Фридриха II союзными русско-австрийскими войсками.
Сражение произошло у селения Кунерсдорф в Силезии (ныне Куновице на западе Польши) в четырёх километрах на восток от города Франкфурт-на-Одере 1 (12) августа 1759 года.
В битве, ставшей частью Третьей Силезской войны в ходе более глобальной Семилетней войны, приняли участие более 100 000 человек. Армия союзников под командованием Петра Салтыкова и Эрнста Лаудона, включавшая (по усреднённым цифрам) 41 000 русских и 18 500 австрийцев, разбила армию Фридриха Великого численностью 50 900 пруссаков. Ландшафт усложнял тактику боя для обеих сторон, но русские и австрийцы, прибывшие в этот район первыми, смогли укрепиться на высотах. Хотя войска Фридриха II уверенно превалировали в первой части битвы, упорное сопротивление русских и австрийских сил преломило ход боя в их пользу. Отступление пруссаков превратилось в паническое бегство всей армии. Почти вся артиллерия армии Фридриха Великого была потеряна.
После этой битвы Берлин, находившийся всего в 80 километрах от поля битвы, оказался открытым для русских и австрийских сил. Однако Салтыков и Лаудон не стали развивать успех. Только 3000 солдат из первоначальных 50 000 в армии Фридриха остались с ним после битвы, хотя многие прусские солдаты оказались просто рассеяны. Оставшиеся части почти уполовиненных прусских сил воссоединились в течение нескольких дней. Прусская армия сумела быстро восстановить боеспособность.
От окончательного поражения Пруссию после Кунерсдорфского сражения спасло лишь «чудо Бранденбургского дома».

## Подготовка к сражению
Готовясь ко встрече с противником, союзные войска расположились на трёх господствующих высотах, отделённых друг от друга оврагами и болотистой низиной. Эта позиция, защищённая рядом траншей и батареями, стоявшими на вершинах холмов (Мюльберг, Юденберг, Шпицберг), была достаточно сильной и выгодной для обороны и в то же время неудобной для атаки со стороны врага.
План генерал-аншефа П. С. Салтыкова, возглавившего союзные войска, заключался в том, чтобы заставить прусскую армию наступать на хорошо укреплённый и расположенный на возвышенностях, с предпольем в виде пересечённой местности, центр союзных войск, с укреплениями направленными в сторону предполагаемого удара. Здесь измотать в боях его силы и затем, прочно удерживая позиции, перейти в общее контрнаступление. Помимо прочего, ставка делалась на дебютировавшую в сражении и поставленную на вооружение П. И. Шуваловым гаубицу «Единорог» и на так называемую «Секретную гаубицу».
Ночью с 10 августа на раннее утро 11 августа 1759 года армия Фридриха навела мосты через реку Одер и переправилась на другой берег. Работы по укреплению левого фланга русских позиций на господствующих высотах не были ещё закончены, когда стало ясно, что битва неминуема.

### Силы союзников
Русская армия, имевшая перед битвой при Пальциге около 40 000 солдат и потерявшая в сражении 4804 человека, после неё имела около 35 000 человек. После битвы при Пальциге к ней присоединились 7-тысячный корпус Петра Румянцева-Задунайского и 18-тысячная часть австрийской армии под командованием генерала Эрнста Лаудона. На 4 августа 1759 года, общая численность русской армии составляла 41 248 человек. Русские силы состояли из 33 000 солдат регулярной армии и около 8000 сил лёгкой иррегулярной кавалерии из казаков и калмыков. Перед битвой при Кунерсдорфе Салтыков оставил во Франкфурте отряд численностью 266 человек и имел армию в 41 тысячу человек.
Имеются многочисленные примеры завышения численности русско-австрийской армии, от немецких и английских источников. Так, например, её численность оценивалась в 64 000, 69 000, 79 000 и даже 88 000 солдат. В австрийской армии на 4 августа насчитывалось 18 523 солдата. Однако, 79 000 человек получались от сложения явно завышенной численности в 55 000 русских и 24 000 австрийских солдат. 55 000 русских солдат, в свою очередь, числились в русской армии от её первоначальной численности в 60 000 человек, потерявшей накануне около 5000 воинов в битве при Пальциге. Фактически же, 60 000 солдат — это была общая численность всех русских войск в Пруссии, включая личный состав гарнизонов в разных городах, войск для охраны коммуникаций, подразделений снабжения, иррегулярных формирований и фуражиров.
Командующие армиями
Часть русских войск осталась во Франкфурте в качестве авангарда союзников. Салтыков ожидал прибытия всей армии под командованием австрийского главнокомандующего генерал-фельдмаршала Леопольда Йозефа Дауна. Вместо этого ему на помощь пришёл лишь корпус под командованием Лаудона. Их сотрудничество осложнялось несхожими характерами. Ни Лаудон, ни Салтыков не владели оперативным искусством на должном уровне. Салтыков не любил иностранцев. Лаудон же считал Салтыкова скрытным человеком. Ни одному из них не нравилось общаться через переводчиков, и оба не доверяли намерениям друг друга.
Пётр Семёнович Салтыков за годы службы показал себя осторожным командующим. Он был способен, в нужный момент, на решительные ходы, но не считался выдающимся полководцем. В отличие от многих других русских высокоранговых офицеров, Салтыков не любил показной помпезности. Он заботился о своих солдатах и пользовался доверием подчиненных. Ему приписывали глубокое недоверие к иностранным союзникам. Оценивая Лаудона, Пётр Салтыков находил, что австрийский генерал недостаточно компетентен.
Эрнст Гидеон Лаудон относился к Салтыкову настороженно и считал русского командующего весьма посредственным военачальником. Лаудон успешно служил в русской армии в Войне за польское наследство. Покинув Россию в 1741 году, он пытался попасть в прусскую армию, но Фридрих Великий отклонил его кандидатуру. Лаудон получил место у австрийцев, и принимал участие в Войне за австрийское наследство. К моменту битвы при Кунерсдорфе он стал командиром корпуса, хорошо зарекомендовав себя в нескольких сражениях Семилетней войны, но ещё только набирался опыта в качестве командующего столь крупным соединением австрийской армией.
Полководцы русской армии в Кунерсдорфской битве
Лаудон уговаривал Салтыкова не стоять в обороне, а пересечь объединёнными силами Одер и пойти навстречу армии Фридриха Великого. Пётр Румянцев склонялся принять предложение Лаудона, а Виллим Фермор категорически этому возражал. Осторожный Салтыков желал дождаться основных сил фон Дауна (которые, впрочем, всё-равно не были способны добраться к Франкфурту до прихода прусской армии, и были задействованы в Силезии) и предпочитал в условиях неопределенности иметь между собой и пруссаками реку, и продолжать строить редуты на высотах в окрестностях Кунерсдорфа. Лаудон не стал усиливать разногласий и присоединился к русским в строительстве укреплений.
Салтыков расположил свои войска на сильной позиции, с которой можно было успешно отражать атаки прусских сил, сосредоточив свои силы в центре, что, по его расчетам, было лучшим способом противодействовать любой попытке Фридриха развернуть любимый пруссаками косой строй. Салтыков укрепился на позиции, проходящей от высоты Юденберг (рус. Еврейская гора) через Большой Шпицберг до Мюльберга, создав сильную линию укреплений и развернул свои войска на северо-запад, самыми отстроенными позициями в сторону Франкфурта-на-Одере. Юденберг, наиболее сильно укрепленный и близкий к городу участок и возвышенность, противостоял тому, что, по его мнению, должно было стать направлением главного удара армии Фридриха. Русские и австрийские войска были растянуты вдоль хребта, который тянулся от окраин Франкфурта к северу от деревни Кунерсдорф.
Предвидя, что Фридрих будет особо полагаться на свою кавалерию, русские заранее осложнили любую масштабную кавалерийскую атаку, срубив деревья и создав завалы, и накопав ходов на направлениях атаки. Салтыкова мало беспокоил крутой крайний северо-западный склон хребта, который был обращён к болотистому Эльсбруху, но несколько австрийских контингентов в качестве меры предосторожности повернули на северо-запад. Он ожидал, что Фридрих нападет на него с запада, из окрестностей Франкфурта. Русские солдаты построили реданы и флеши, чтобы усилить все потенциально слабые места укреплений. Они создали гласисы на пологих холмах. Эскарпами и контрэскарпами защитили слабые места обороны. Засеки устроили не только на склонах холмов, но и на равнинной местности. К 10 августа разведчики сообщили Салтыкову, что Фридрих появился на дальней западной окраине Франкфурта. Салтыков приказал забрать из города все запасы продовольствия, вина и пива, а также волов, овец и кур.

### Прусская армия
Пока Салтыков реквизировал провизию во Франкфурте и готовился к нападению Фридриха с запада, 10 августа пруссаки достигли Райтвайна, примерно в 28 километрах к северу от города, и ночью возвели понтонные мосты. Ночью и на следующее утро Фридрих переправился через Одер и двинулся на юг, в сторону Кунерсдорфа. Вечером 11 августа пруссаки создали плацдарм возле Гёржицы, примерно в 9,5 км к северу и северо-востоку от Кунерсдорфа, имея в составе армии около 50 000 человек. 2000 солдат были признаны непригодными к службе и остались охранять обоз.
Фридрих II провел предварительную разведку вражеских позиций в сопровождении лесничего и офицера, ранее дислоцированного во Франкфурте и знакомого с местностью. Король, из разговоров с местным крестьянином, выяснил, что естественное препятствие, в виде крайне пересечённой, частично болотистой, местности, между Красной усадьбой (большим владением между Кунерсдорфом и дальним пригорода Франкфурта) и Кунерсдорфом непреодолимо. Однако, за то время, что русская армия находились на своих позициях, она успела построить земляную дамбу, соединившую два ранее непроходимых участка, чего пруссаки не сумели вскрыть.
Изучив местность с подзорную трубу, Фридрих решил, что сможет использовать лесистые холмы, называемые Реппенским лесом, для скрытного наступления прусской армии, так же, как он это сделал в битве при Лейтене. Фридрих II не стал посылать разведчиков на доизучение территории и не стал больше привлекать местных жителей для получения подробных данных о характере местности в лесу. Кроме того, через подзорную трубу он увидел, что русские укрепления были возведены на западном и северном направлениях. Наиболее сильные укрепления русских были в западном секторе обороны. Фридрих II решил, что все ключевые фортификационные сооружения армии союзников ориентированы на северо-запад, и что лес достаточно легко проходим.
После столь поверхностной разведки Фридрих вернулся в свой лагерь, чтобы разработать план битвы. Он планировал направить вспомогательный отряд под командованием Финка на участок «Хюнер Флисс», чтобы провести демонстрацию перед тем, что, по его мнению, было главной линией обороны русских. Фридрих II же должен был двинуться с основными силами армии к юго-востоку от позиций союзников, вокруг Кунерсдорфа, прикрытого Реппенским лесом. Фридрих Великий планировал таким образом застать своего врага врасплох, и выйти с тыла на его незащищённые позиции. Тем самым заставив армию союзников разворачивать фронт вспять, что всегда было сложным манёвром даже для самых обученных войск. Затем Фридрих мог использовать свой столь опасный косой боевой порядок, делая при этом ложный манёвр левым флангом. В идеале это позволило бы ему сбросить всю армию союзников с сильной и хорошо подготовленной оборонительной позиции на Мюльберге.

## Ход сражения

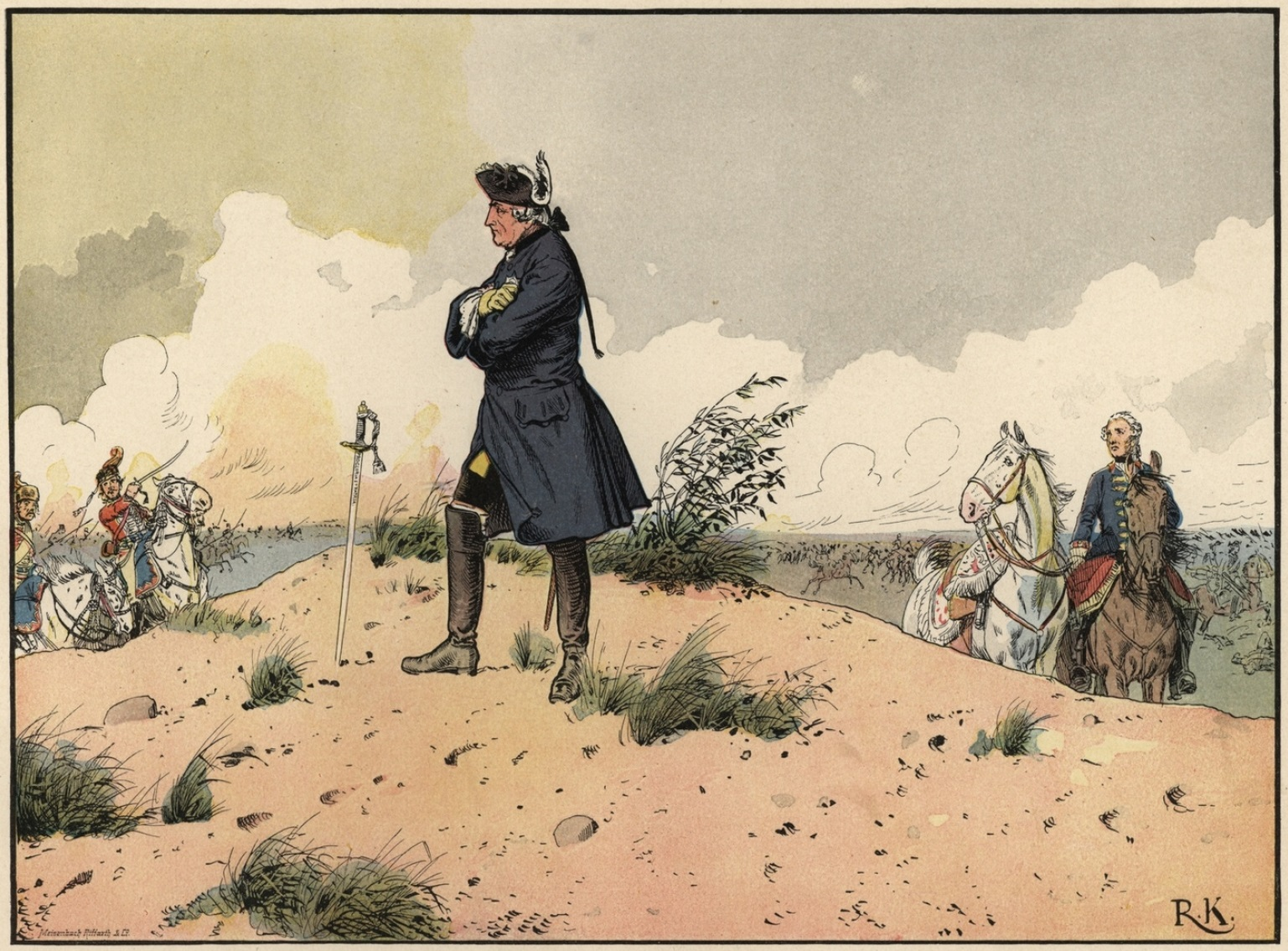
Фридрих Великий наблюдает за битвой

Фридрих Великий вывел основные силы прусской армии рано утром 1 августа (12 августа по новому стилю) 1759 года. Две колонны начали движение в 3 часа ночи. Русские пикеты обнаружили это и передали сообщение командованию. Корпус Финка выступил в 5 часов утра.
Продвижение через лес прусской армии было медленным. Артиллерия застревала на узких лесных тропках и в густом подлеске. Прусская пехота и кавалерия вышла на Мюльберг к рассвету. Болотистый ландшафт скорректировал планы. Правое крыло наступало теперь вместе с корпусом Финка на левофланговые русские позиции на Мюльберге. Прусская кавалерия передислоцировалась ближе к центру. Однако пруссаки пока ещё не вскрыли, что высоты с русскими силами были разделены несколькими оврагами, что сильно усложнит их штурмовые действия в дальнейшем.
К 8 часам корпус Финка подготовился к атаке Мюльберга. Через час две прусские батареи открыли подготовительный огонь со своих позиций под Треттеном. Русские пушки на Мюльберге открыли ответный огонь по прусским батареям. Главные силы пруссаков, задержанные маршем через лесные заросли, в 10:45 начали развёртываться в боевые порядки для атаки русских редутов на Мюльберге. Параллельно пруссаки начали устанавливать тяжелые (самые дальнобойные) орудия на холмах южнее и восточнее Мюльберга. В течение следующего часа обе стороны начали обмениваться ядрами.
С 11:30 основная часть прусской артиллерии из 60 орудий, расставленная на трёх батареях на возвышенностях Валькберг, Клостерберг и Кляйнершпицберг и уверенно достающая русские позиции на Мюльберге, вела интенсивный огонь по батареям противника. Удостоверившись, что левый фланг русской армии укреплён недостаточно, Фридрих II отдал приказ в 12:30 прусским войскам атаковать его превосходящими силами. Обсервационный корпус, стоявший здесь под командованием генерала Голицына, защищался на редутах Мюльберга и состоял из пяти полков при 40 орудиях. Огонь прусских пушек нанёс ему большой ущерб.

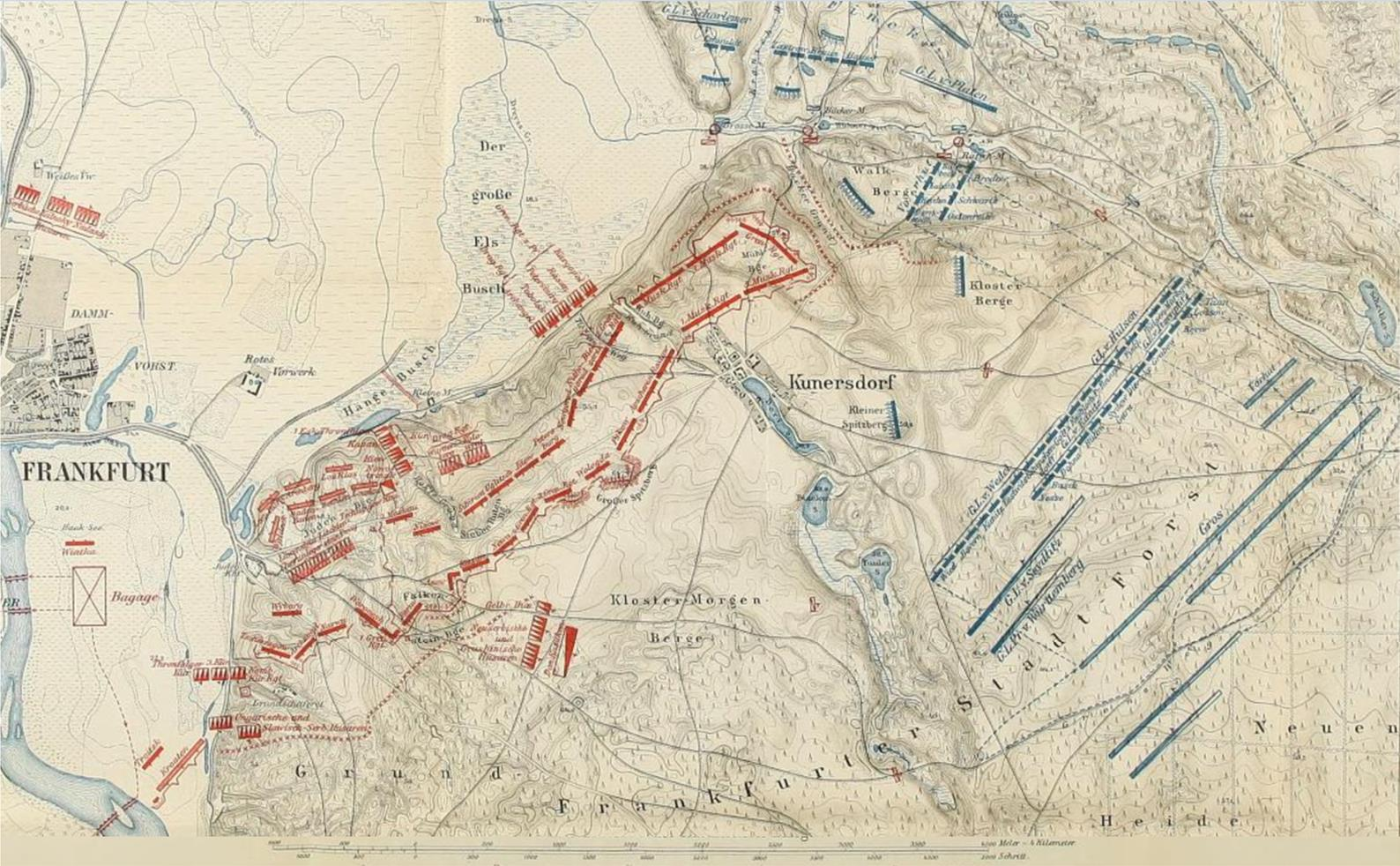
Театр военных действий. Союзные войска выделены красным цветом. Прусская армия — синим. Дневная диспозиция. Карта немецкого Генштаба 1890 года

Салтыков усилил Обсервационный корпус, перебросив шесть австрийских батальонов из Юденберга ближе к Мюльбергу. Размещённая за деревней Кунерсдорф на плохо подготовленных, из-за нехватки времени, позициях левого фланга, часть русской армии здесь стала уничтожаться прусскими пушками и гаубицами. На этих позициях погибло много русской артиллерийской прислуги и пехоты. Прусские солдаты начали штурм Мюльберга, и в жарком бою, переходящему в штыковые схватки, овладели русскими батареями. Русским солдатам пришлось отставить эти позиции, понеся значительные потери. Захват Мюльберга стал тяжёлым ударом для русско-австрийской армии. Четверть русской линии обороны была потеряна: около 80 орудий были захвачены или уничтожены, а несколько полков пехоты русской армии было полностью разбито.
Деревня Кунерсдорф, находившаяся до битвы перед союзными войсками, оказалась теперь в руках пруссаков. Салтыков, однако, несмотря на кризис на позициях левого фланга, всё это время упорно стягивал к центру дополнительные силы главного резерва и часть войск правого фланга, и активно не давал противнику продвинуться на возвышенность Шпицберг.
К 2 часам дня прусские войска овладели всеми русскими позициями на Мюльберге и его окрестностях, и захватили 180 орудий (из которых 164 вернутся союзникам в конце боя). Победу прусский король посчитал уже несомненной, и приказал отправить несколько гонцов с радостными вестями в Берлин. В знак свершившейся, как он полагал, победы, Фридрих II также приказал начинать уводить отбитые русские орудия. Жара и продолжительный изнуряющий бой сделали своё дело, его войска устали до изнеможения. В это время в ставке прусского командования завязался спор: командующий кавалерией Зейдлиц и генерал Финк выступали за вывод солдат из боя, докладывая о высоких потерях и уже недостаточно боеспособном состоянии своих войск, а генерал Ведель настаивал на продолжении боя.

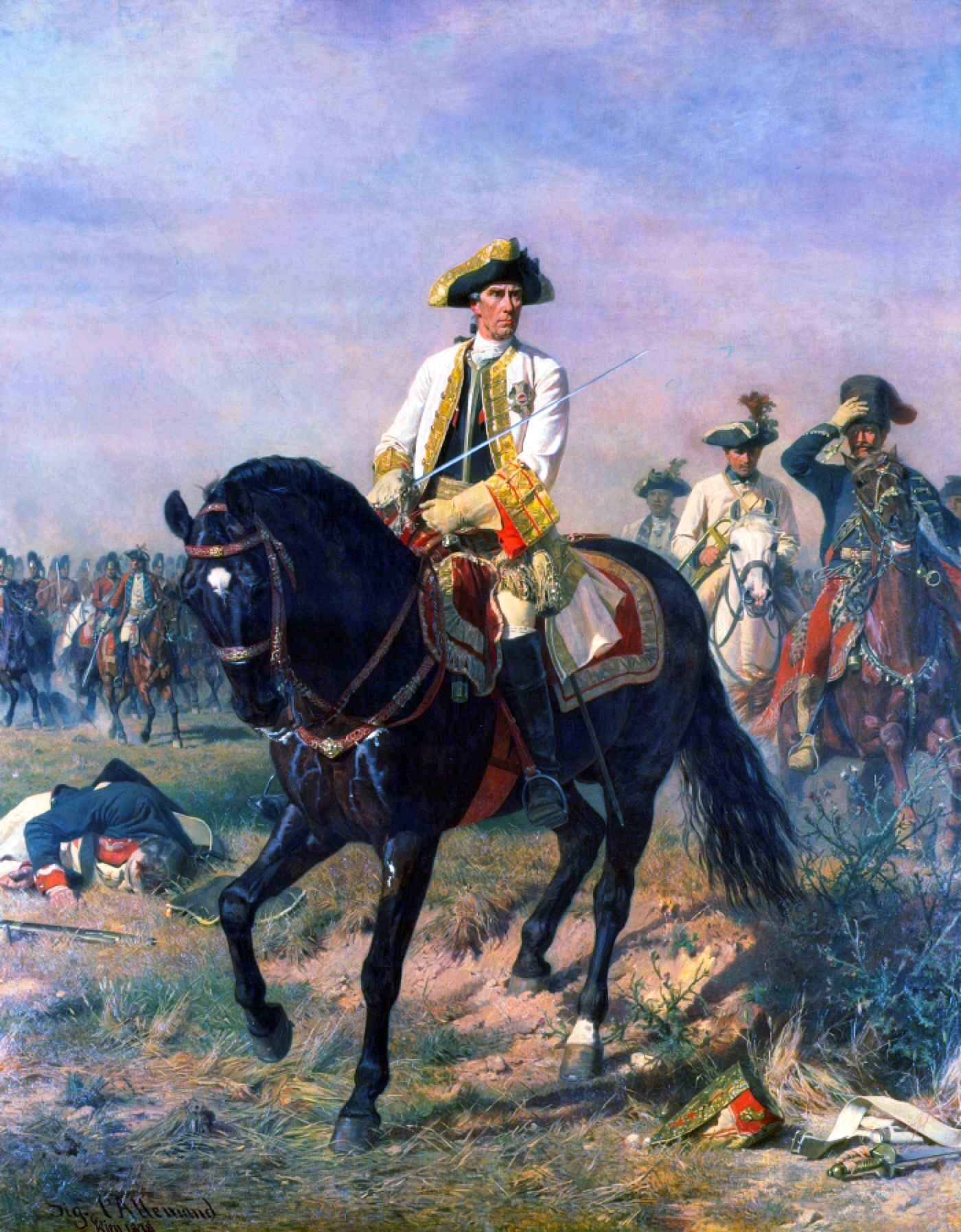
Эрнст Лаудон в Кунерсдорфском сражении. Картина Л’Аллемана 1878 года

Доводы генералов, выступающих за прекращении боя, заключались ещё и в том, что была захвачена одна из трёх ключевых высот обороны противника, с которой открывался хороший обзор на позиции русских и австрийцев. С Мюльберга артиллерия пруссаков могла ещё более эффективно наносить урон позициям врага. Кроме того, итоги почти 12-часового боя (с момента выхода с лагеря), пруссаки могли считать удовлетворительными, одержав тактический успех. К тому же пока основные силы Фридриха штурмовали Мюльберг, Иоганн фон Вунш с 4 тысячами солдат к полудню захватил Франкфурт. Пруссаки заблокировали позиции союзников с востока, запада и юга, а местность не позволила бы теперь им без потерь уйти на север, если бы они решили покинуть укрепления: артиллерия Карла фон Моллера держала бы их под анфиладным огнем. Пруссаки теперь могли защищать Франкфурт и с позиций на Мюльберге и гарнизоном в самом городе.
Однако Фридрих II посчитал все эти достижения неполными, и решил, что основные силы союзной армии уже сломлены, противник тоже измотан, и, самое главное, враг лишился бо́льшей части артиллерии. Король решил продолжать атаковать и добить русско-австрийские силы.
Ближе к 3 часам дня битва возобновилась на покинутых русскими батареях Мюльберга, куда к этому времени уже были переброшены прусские пушки. Оказавшись на выгодных позициях, они открыли огонь по соседним русским позициям на Шпицберге. Несколько раз солдаты Фридриха II безуспешно пытались взять ключевую высоту Шпицберг — центр обороны — на которую Салтыков переместил резервы с высоты Юденберг. Наконец, стремясь переломить ситуацию в свою пользу, Фридрих II бросил в бой свою конницу, считавшуюся тогда лучшей в Европе. Однако рельеф местности ограничивал её маневренность и она не смогла должным образом развернуться.
Пруссакам несколько раз пришлось отступать под градом пуль и картечи от Шпицберга. Хотя кирасиры принца Вюртембергского прорвались на Шпицберг, русские солдаты отбросили их картечью. Несколько прусских генералов получили ранения, сам король был на волосок от смерти: от пули его защитила табакерка, лежавшая в нагрудном кармане, две лошади были убиты под ним, а третью убило, когда её только подвели к Фридриху. Все атаки пруссаков были сорваны. В бой стали вводиться свежие австрийские части, большая часть которых ещё не приняла активного участия в битве, находясь на Юденберге. Наступил переломный момент боя.

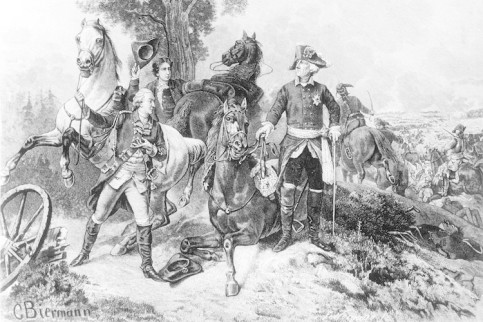
Фридрих с убитой под ним лошадью, ещё отказывается покинуть поле боя

Фридрих в какой-то момент битвы оказался окружённым конницей русских и был вынужден бросить в бой свой последний резерв — лейб-кирасиров, два эскадрона которых разбили казаки. Командир лейб-кирасиров был пленён. Штандарт лейб-кирасиров был захвачен противником.
Ротмистр прусских гусар Иоахим фон Притвиц пробился сквозь русскую кавалерию, потеряв почти всех конников из своей сотни полка бранденбургских гусар, и спас короля от плена.
Видя, что резервы Фридриха II исчерпаны, Салтыков отдал приказ об общем наступлении русско-австрийских частей. Армия Фридриха II дрогнула и начала панически отступать к мостам, где образовалась страшная давка. У Фридриха в строю осталось всего около 3000 боеспособных и управляемых солдат, порядка 18 000-19 000 пруссаков было убито или ранено, остальная часть спасшихся рассеялась.
Из 180, захваченных в начале боя у русской армии орудий, только 16 попали в Берлин, остальные пушки вернулись обратно русским артиллеристам, не считая ещё и 172-176 прусских орудий разного калибра, которые пруссаки бросили при отступлении. После боя Салтыкову принесли треугольную шляпу Фридриха II, которая ныне как экспонат хранится в Эрмитаже в Санкт-Петербурге.

## Последствия

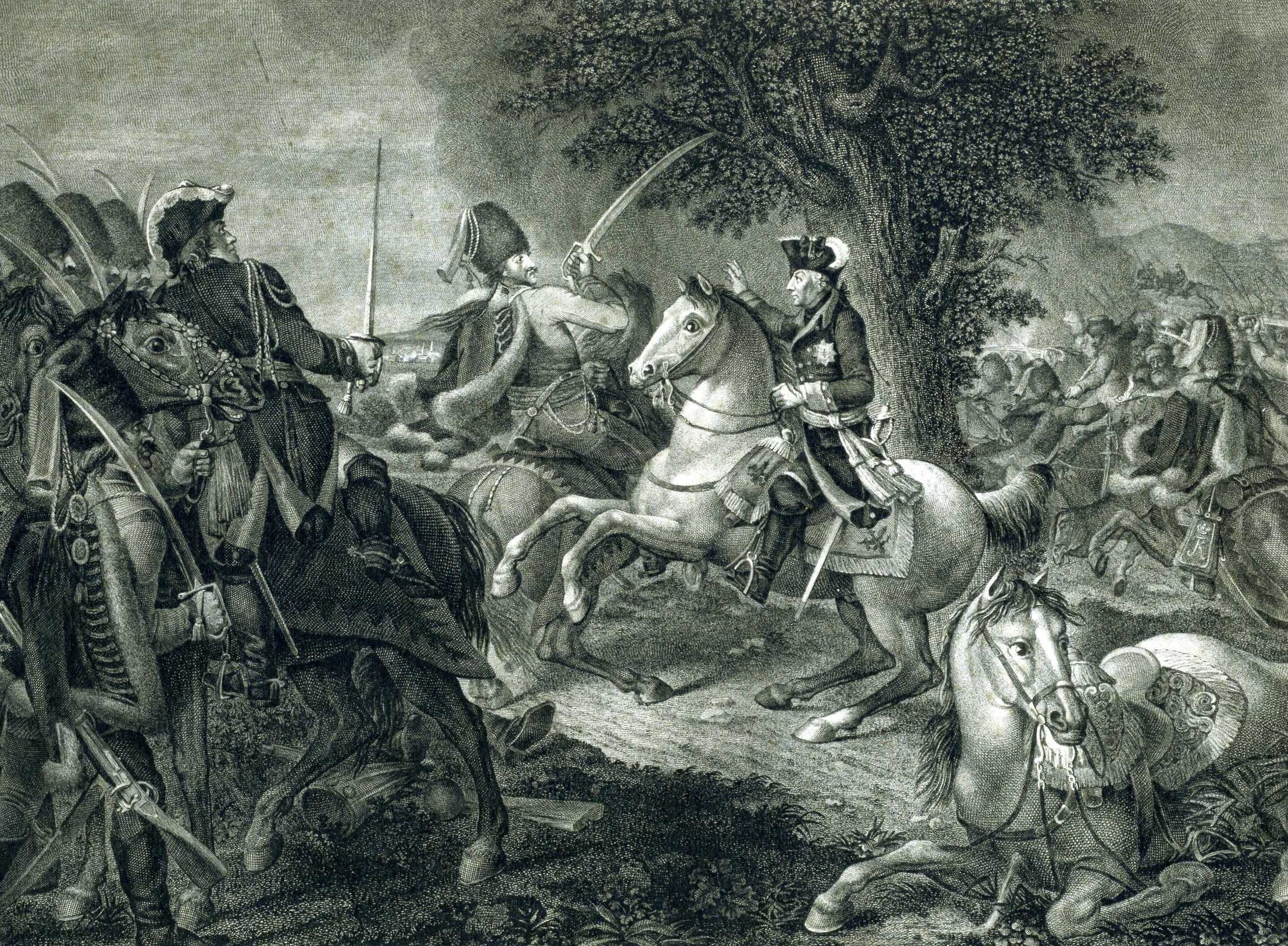
Фридрих II спасается с поля битвы с ротмистром фон Притвицем

В результате одержанной победы дорога для наступления союзников на Берлин была открыта. Пруссия оказалась на грани катастрофы. Фридрих отправил в Берлин письмо с описанием ситуации своему другу детства и премьер-министру Пруссии Карлу Финкенштейну. В письме прусский король констатировал катастрофическое поражение своей армии и считал, что «из армии в 48 000 человек, я едва могу собрать 3000». Фридрих II также считал, что Берлин стал беззащитен, и что Пруссия теперь обречена, а он сам этого не сможет пережить.
Он писал: «Наши потери очень велики. Из 48 000 человек перед битвой, у меня в настоящее время осталось не более 3000. Все бегут, и я больше не властвую моими людьми… У меня больше нет никаких ресурсов и я должен признать, что всё потеряно, я никогда не смогу пережить развал моего государства. Прощайте навсегда.».
Однако преследование разбитых прусских сил не было организовано. Это дало возможность Фридриху собрать войско и приготовиться к обороне Берлина.

### Потери
Перед битвой обе армии были усилены меньшими подразделениями; к моменту битвы силы союзников насчитывали около 60 тысяч солдат, ещё несколько сотен размещались во Франкфурте. Прусская армия — почти 50 тысяч. Общее количество потерь солдат всех трёх армий, участвовавших в битве, оценивается в 34 244 человек личного состава, что превысило, для примера, количество всех потерь на Североамериканском театре Семилетней войны.

#### Силы союзников
Русские и австрийцы потеряли 16 332 человека (3486 убитыми), что составило около 27 % от всей численности союзной армии. Русские потери равнялись 14 031 солдату, а австрийские — 2301. Есть и более низкие цифры: в районе 7-10 тысяч убитых и раненых солдат.

#### Прусская армия

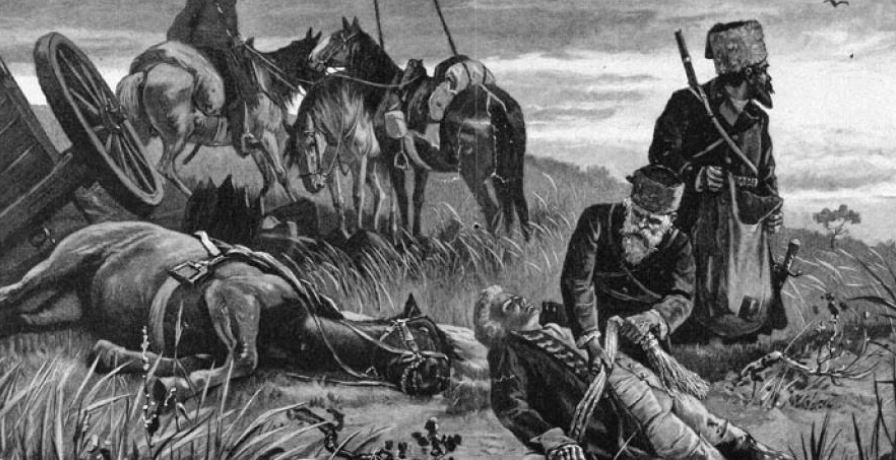
Казаки у прусского офицера Эвальда фон Клейста

Источники расходятся в оценках потерь пруссаков: 6 тысяч убитыми и 13 тысяч раненых (37 % всей армии), всего 18 609, 19 000; 6,1 тысяч убитыми и 20,7 тысяч ранеными (43 % всей армии); 21 тысяча убитых и раненых. После битвы казаки грабили трупы и добивали раненых, что способствовало повышению уровня смертности пруссаков.
Прусская армия потеряла всю свою конную артиллерию, бывшей одним из примечательных изобретений Фридриха.
Пруссаки также потеряли 60 % кавалерии убитыми или ранеными, животными и людьми, 172 собственных пушки и 180 захваченных у русских поздним утром на Мюльберге, а также 27 знамён и два штандарта.
Потери среди прусского высшего командования были также значительными. Фридрих потерял восемь полковников. Командующий кавалерией всей армии Фридриха Великого генерал-лейтенант Фридрих фон Зейдлиц был ранен и передал управление уступавшему в энергии и выдержке Дубиславу фон Платену. Генерал-лейтенант Иоганн фон Хюльсен был ранен. Генерал-лейтенант Карл фон Ведель был ранен так тяжело, что больше никогда не сражался. Гусарский генерал-майор Георг фон Путткамер погиб на поле боя. Будущий американский генерал в Войне за независимость США, на тот момент первый лейтенант, Фридрих фон Штойбен получил ранение. Известный прусский поэт и офицер Эвальд фон Клейст был тяжело ранен в последние минуты штурма Валькеберга, к тому моменту он был самым высокопоставленным офицером в своем полку, умер от ран 24 августа. Генерал-лейтенант Август фон Иценплиц умер от ран 5 сентября, князь Карл Шлезвиг-Гольштейн-Зондербург-Бекский — 12 сентября, а командир бригады Финка, генерал-майор Георг фон Клитцинг — 28 октября в Штеттине.
Пруссия попала в предразгромное состояние, Фридрих II отчаялся сохранить большую часть королевства для своего наследника.

### Влияние на ход войны

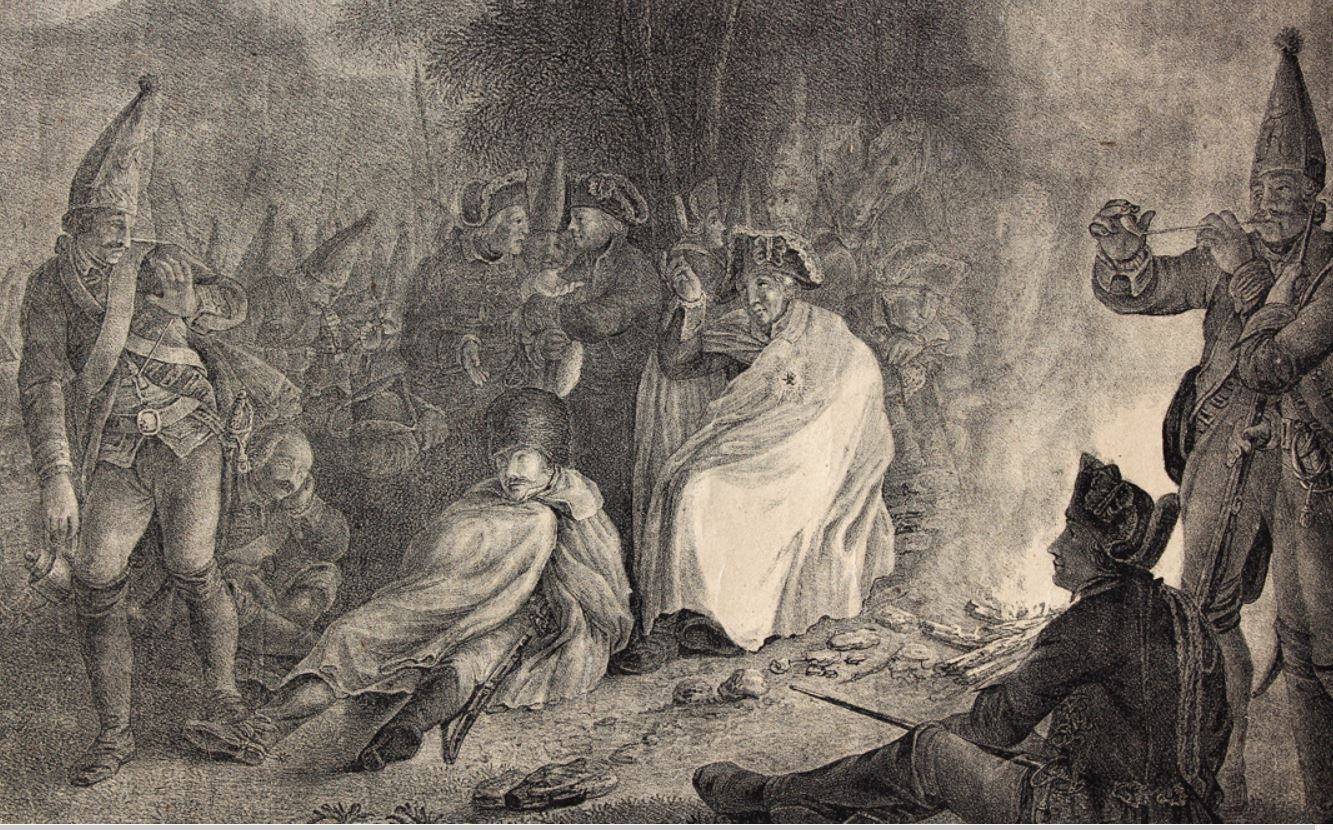
Фридрих II со своими солдатами после битвы

Хотя русские и австрийские командиры всё ещё настороженно относились друг к другу, они были удовлетворены результатом своего сотрудничества. Они превзошли армию Фридриха в выдержке, мужестве и военных навыках. Царица Елизавета Петровна произвела Салтыкова в генерал-фельдмаршалы и наградила особой медалью «Победителю над прусаками» всех участников битвы (было выдано 35 968 медалей). Все низшие чины и унтер-офицеры по итогам битв при Кунерсдорфе и при Пальциге получили дополнительное полугодовое жалование. Императрица также послала почетную наградную шпагу Лаудону. Цена победы была высока — потери союзной армии составили 27 % личного состава.
Для пруссаков штурм полевых укреплений выразился ещё и в непропорционально большом числе убитых над ранеными. К завершению битвы начали превалировать рукопашные схватки, что также увеличило потери с обеих сторон. Наконец, последующие кавалерийские атаки и паническое бегство прусских солдат привело к ещё большему количеству раненых с их стороны.
Несмотря на потери, Салтыков и Лаудон остались на поле с боеспособными армиями, сохранив артиллерию и коммуникации. Поражение Фридриха II осталось без критичных политических последствий для Пруссии, когда победители не воспользовались возможностью выступить на почти беззащитный Берлин, а вместо этого отступили в Саксонию. Если Салтыков и стремился нанести финальный удар в кампании после Кунерсдорфского сражения, он этого не стал этого делать. Полководцу предстояло оценить потери, восстановить запасы провианта, людских и конных ресурсов, амуниции и вооружений, и он не пошёл на рискованный и неподготовленный ход, и не стал преследовать всё ещё опасного, даже после такого поражения, противника.

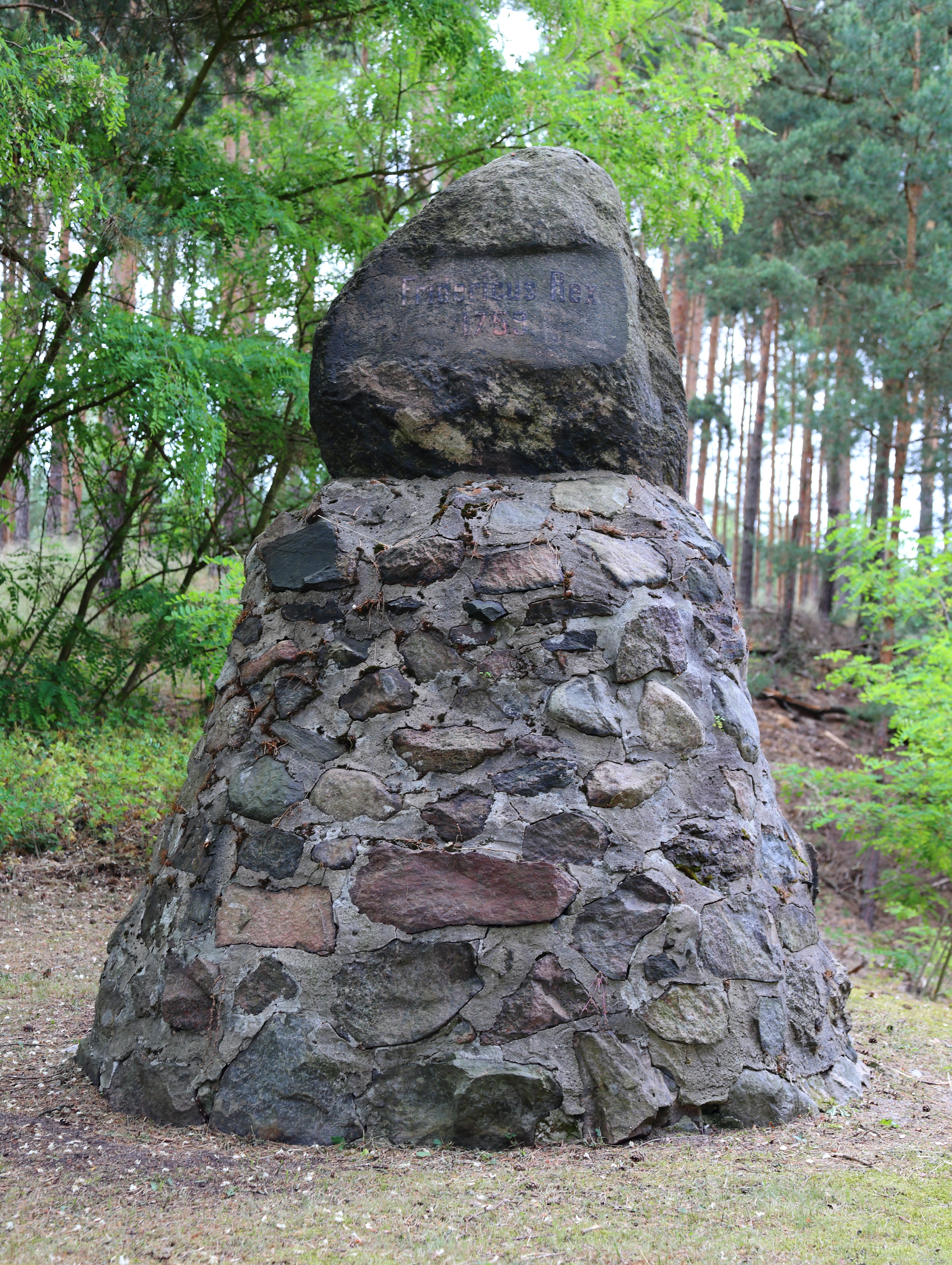
«» около Либерозе, куда добрались остатки армии короля после битвы. Надписи «Фридрих Король 1759», «От верных пруссаков»

Победив в двух тяжёлых битвах, русская армия могла считать в значительной степени исполненными свои союзнические обязательства перед австрийцами. Салтыков так и говорил, что он одержал две победы и теперь ожидает две победы от Австрии. Австрийская императрица Мария Терезия должна была требовать большего от собственного главнокомандующего Леопольда фон Дауна, который вёл себя зачастую безынициативно, выжидательно и неэнергично.
Противоречия, накапливающиеся в русско-австрийских отношениях, позволили пруссакам выиграть время и начать быстро восстанавливаться. В течение нескольких дней Фридрих Великий собирал разбитую армию. Около 26 тысяч солдат, большинство из которых составляли выжившие в битве, были разбросаны по территории между Кунерсдорфом и Берлином. Однако через четыре дня после битвы большинство из них оказалось в штаб-квартире на реке Одер или в Берлине, прусская армия восстановилась до 32-33 тысяч солдат при 50 пушках.
Леопольд фон Даун оставался в бездействии несколько дней. Австрийский полководец имел ориентиром в тактике ведения боевых действий римского военачальника Квинта Фабия Кунктатора и не был способен к решительному поражению врага без значительного перевеса в ресурсах и численности солдат. Он говорил, что наступать следует только тогда, когда это даст преимущества больше, чем причинит ущерб, в случае обороны или отступления. Тем не менее его осторожная, но последовательная и по-своему выверенная стратегия порой приносила плоды и имела сильные стороны.
Австрийская армия переместилась в сентябре в Саксонию, отодвигая в череде стычек силы пруссаков под командованием Генриха Прусского — брата короля Фридриха Великого, избегавших пока крупных баталий. Австрийцы заняли позицию в саксонском Трибеле, которая позволяла контролировала соседние территории в Пруссии. В ноябре 1759 года 12-тысячный корпус генерала Финка был разбит в Сражение при Максене, что стало ещё одним тяжелым ударом для прусской армии. Такая череда поражений серьёзно подорвала мощь прусского королевства. Подкрепления, приведённые к силам Фридриха принцем Брауншвейгским, не сильно изменили его положение.
В января 1760 года армии отправились на зимние квартиры, недалеко друг от друга. Фридрих находился во Фрайберге, а его войска стали лагерем в окрестностях Дрездена, некоторые прусские солдаты были вынуждены жить даже в палатках. Холод и простудные заболевания, способствовали росту смертности от небоевых потерь. Армия фон Дауна тоже испытывала болезни и нехватку ресурсов и продовольствия. Дела Австрии, по итогам минувшего года, были в лучшем состоянии, чем у прусского короля. Тот остро нуждался в деньгах и новых рекрутах для продолжения войны.
Елизавета продолжала политику поддержки Австрии, считая её жизненно важной для интересов России, но с уменьшающейся эффективностью. Расстояние ограничивало российские линии снабжения, и, несмотря на согласие австрийского штаба снабжать русские войска, они принимали незначительное участие в оставшихся сражениях 1759 и 1760 годов. Русская армия не участвовала в других крупных сражениях, пока не взяла штурмом Кольберг в 1761 году, что позволило пруссакам сосредоточиться на австрийцах. В 1762 году смерть Елизаветы и восхождение на престол её племянника и поклонника Фридриха Великого Петра III спасло Пруссию, когда новый правитель вывел Россию из войны.

## Значение
Полный разгром прусской армии, однако не вывел Фридриха из войны. От окончательного поражения Пруссию спасло лишь так называемое «чудо Бранденбургского дома».

## Униформа

Русская армия
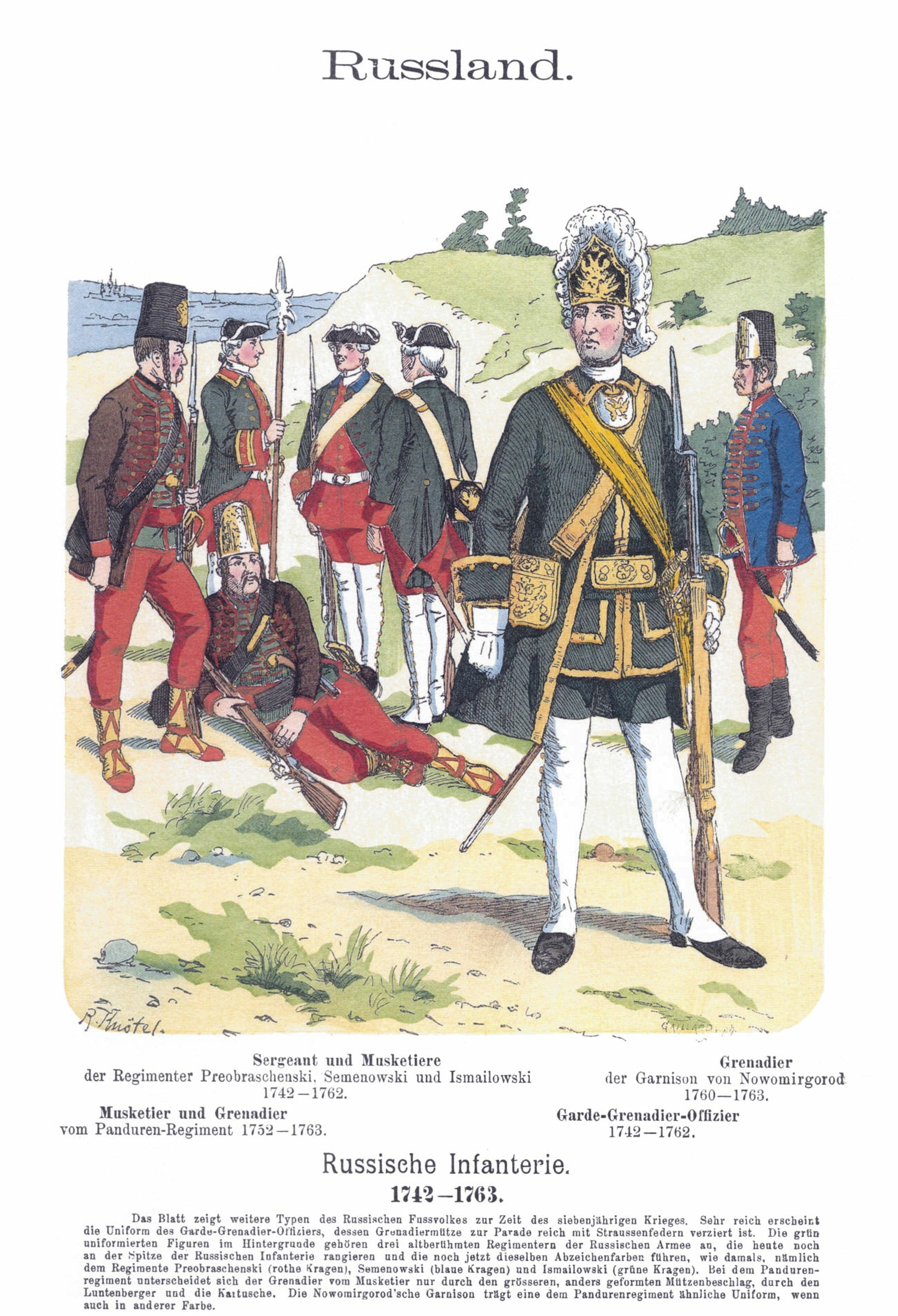
Мушкетёры и гренадеры
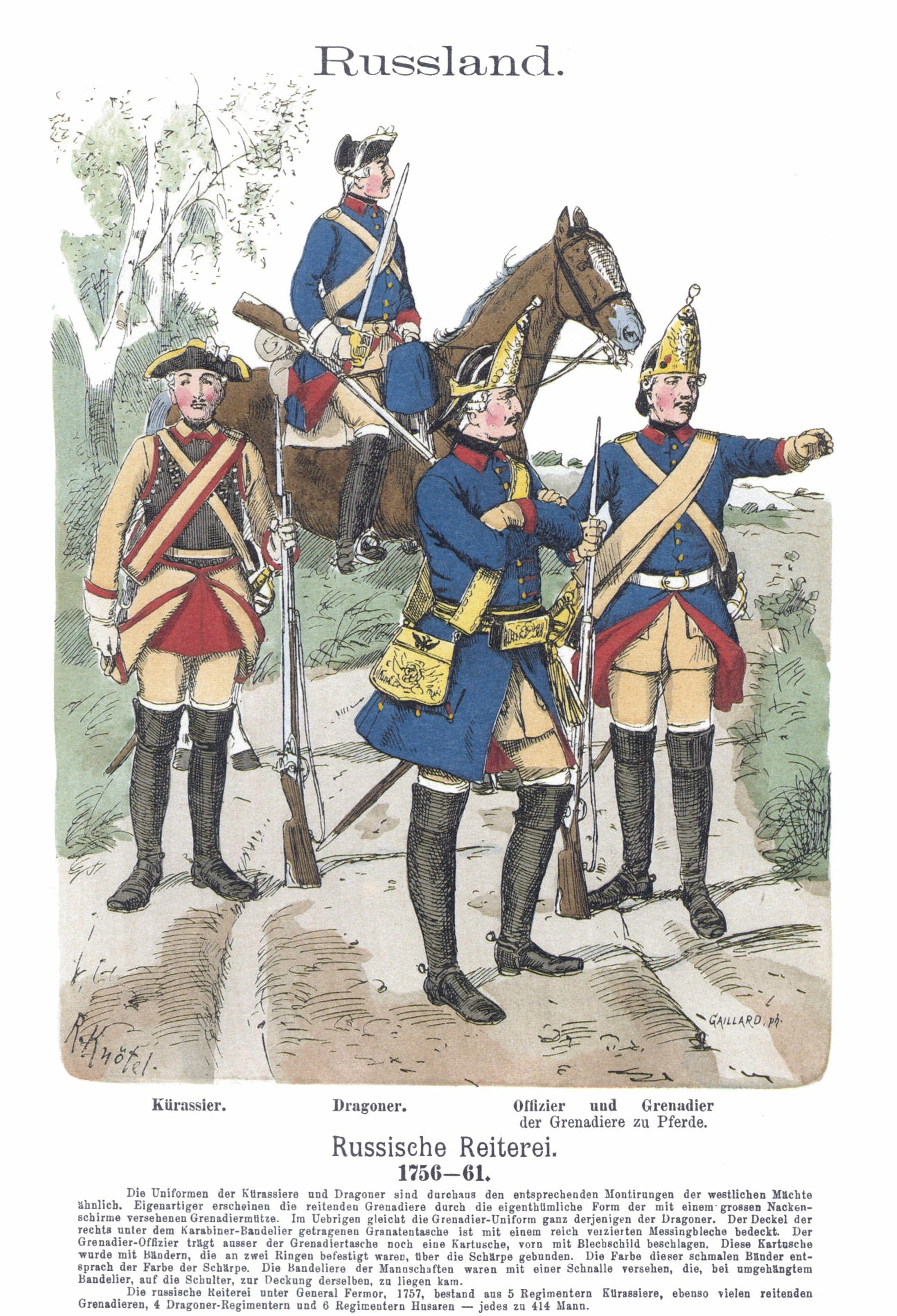
Кирасиры и драгуны
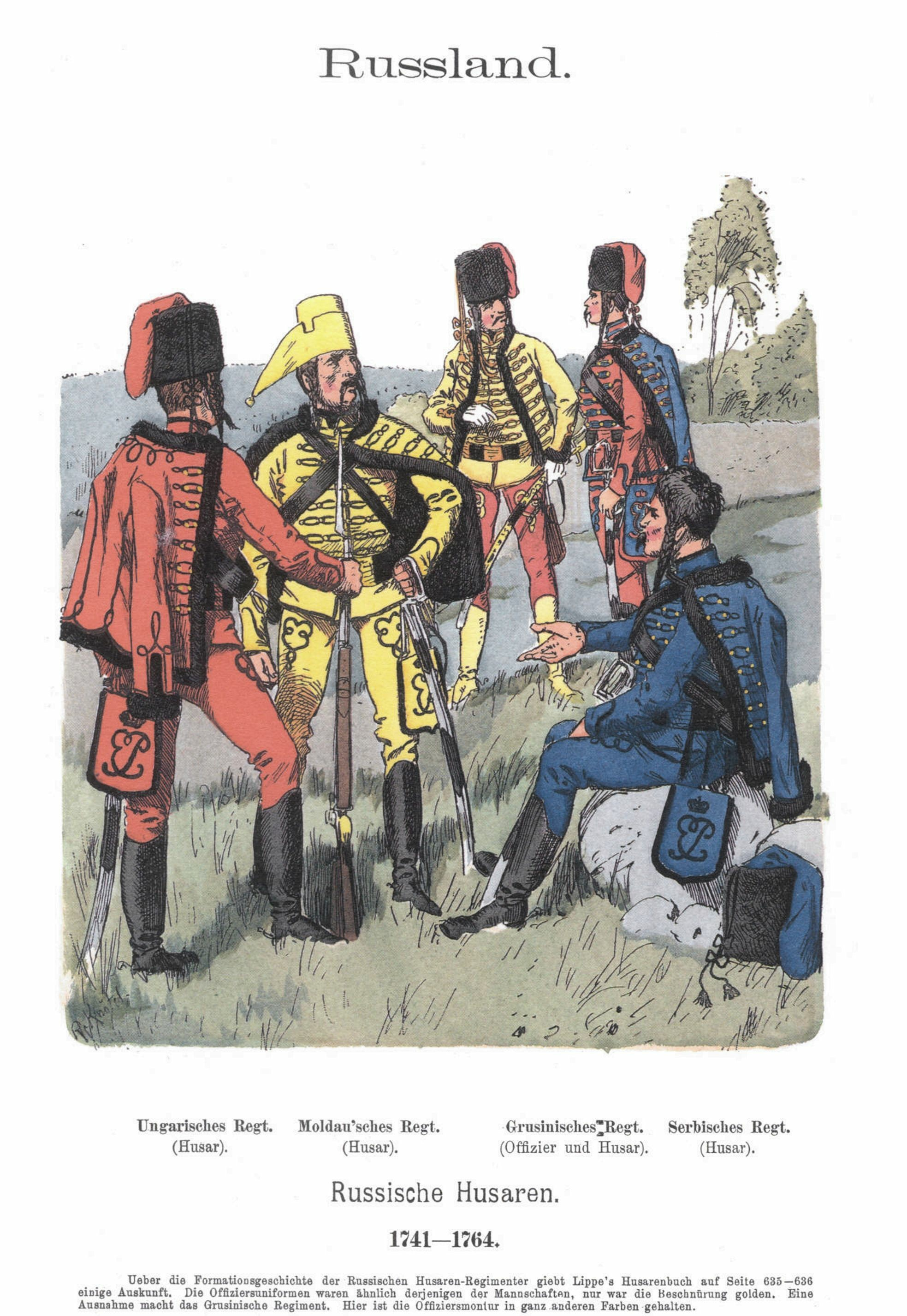
Гусары
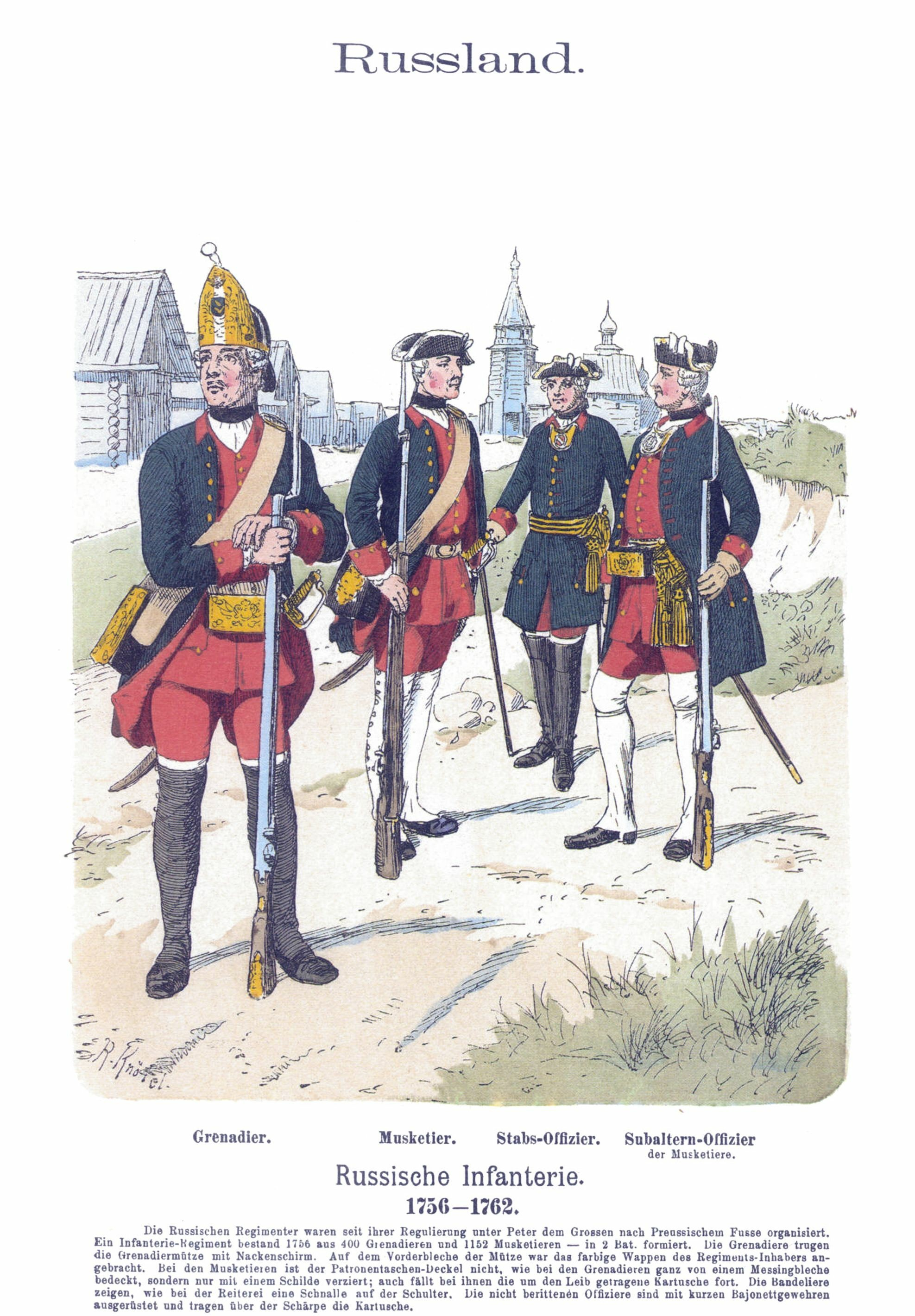
Мушкетёры и гренадеры
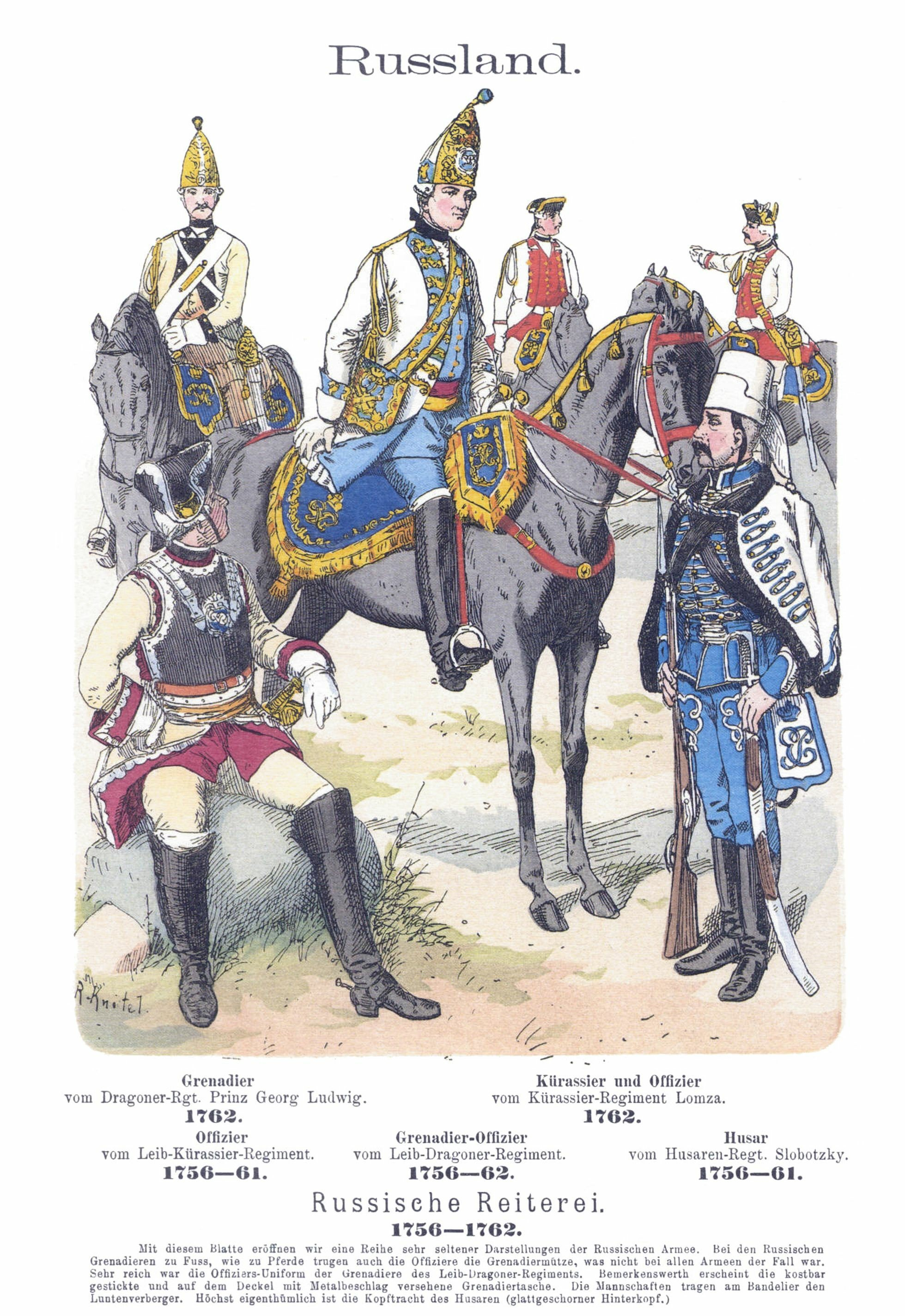
Гренадеры, кирасиры и гусар
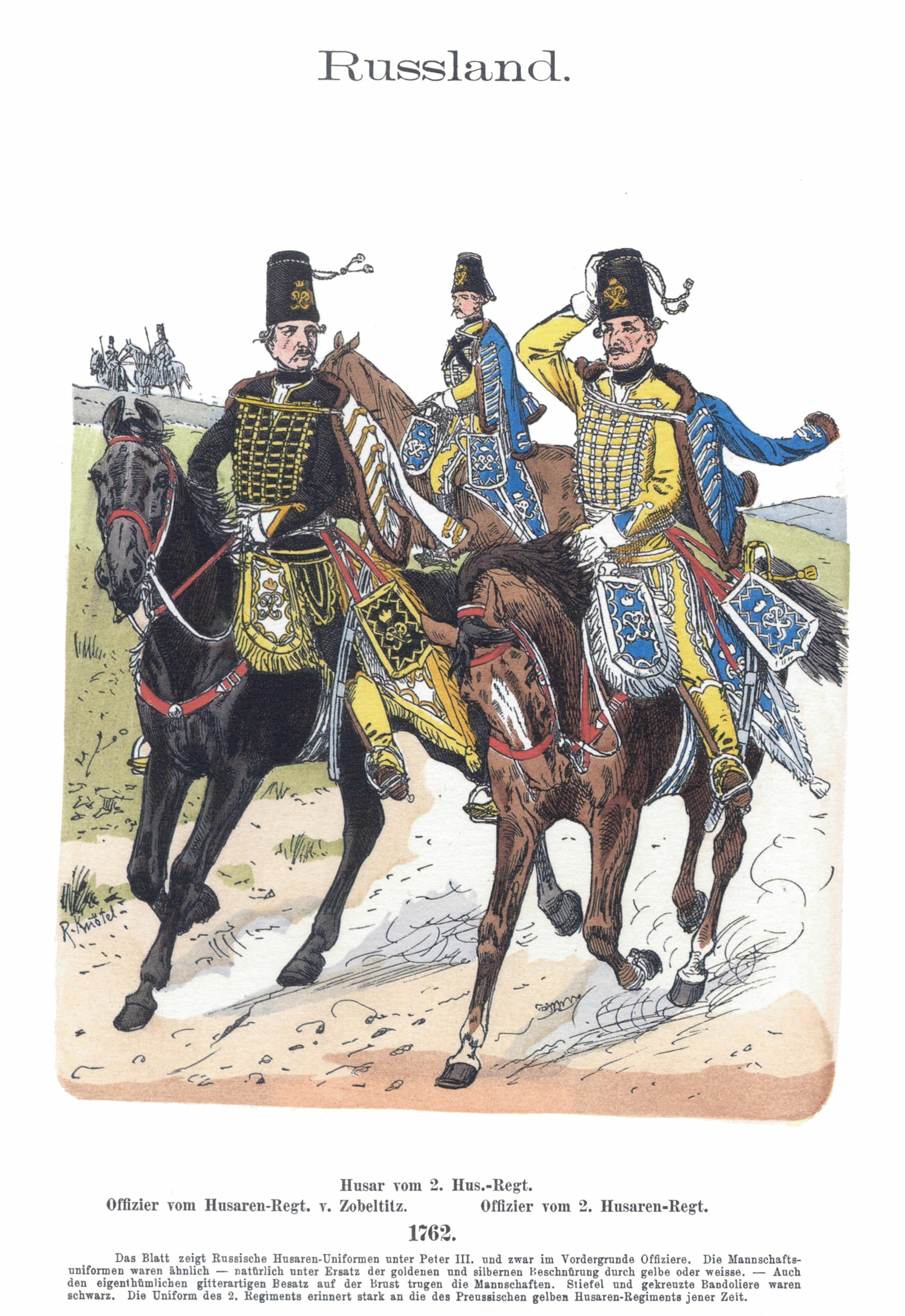
Гусары

Австрийская армия
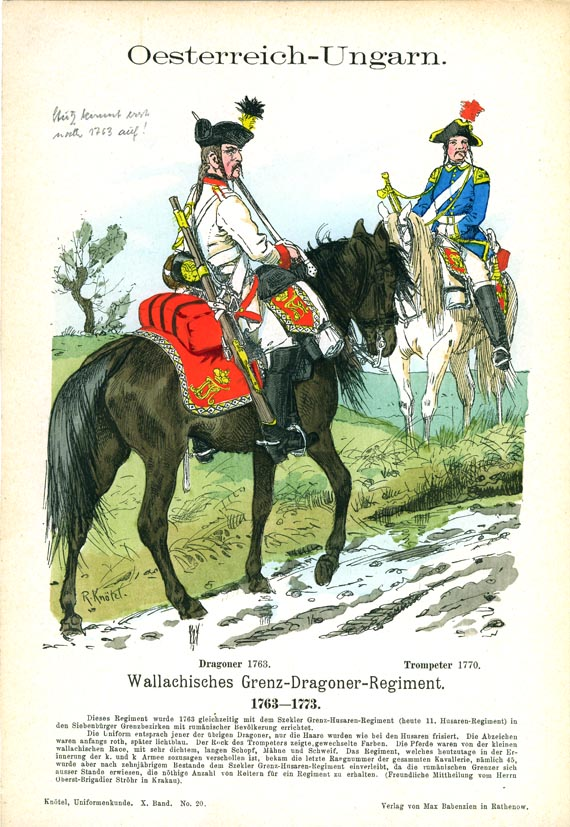
Драгуны
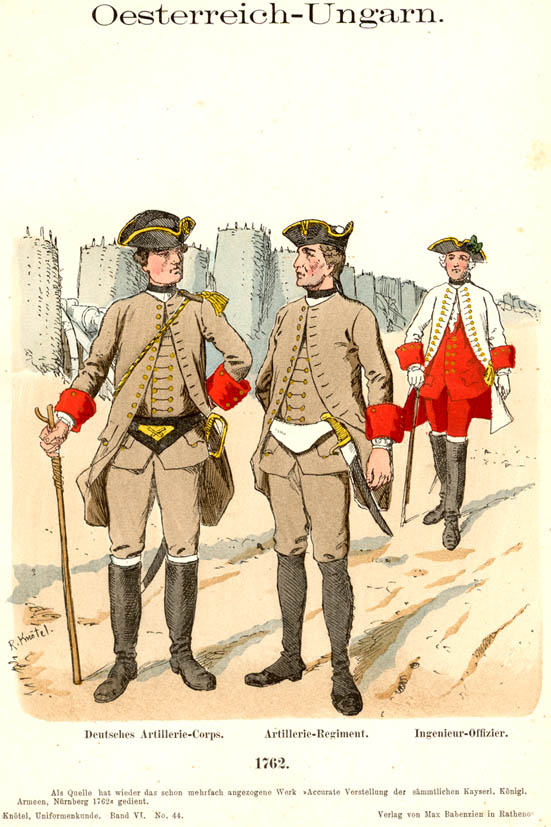
Артиллеристы
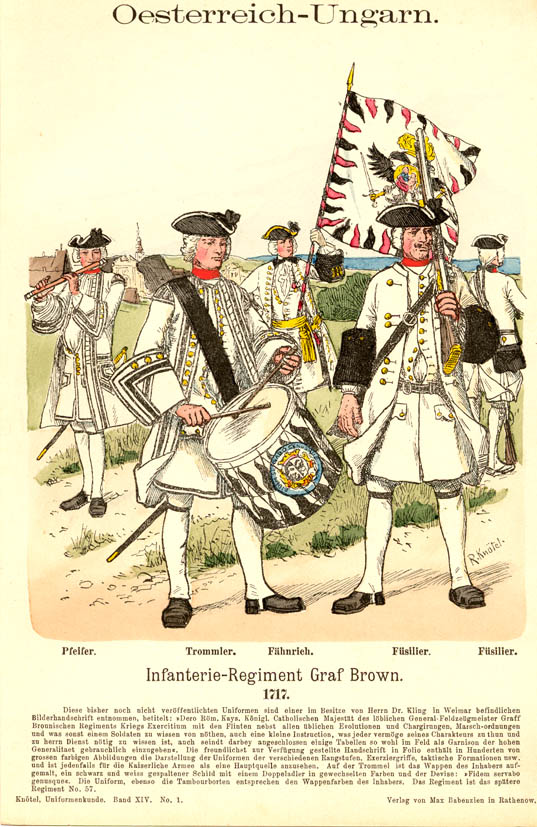
Фузилёры
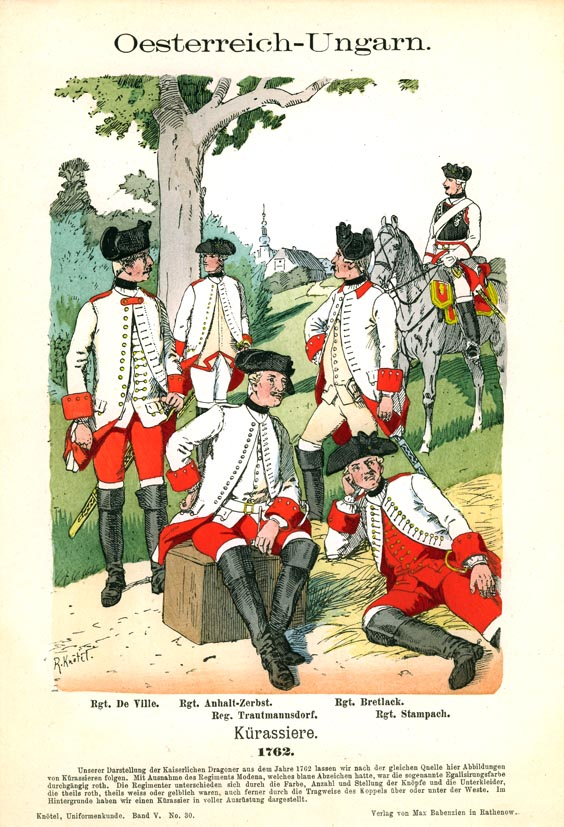
Кирасиры
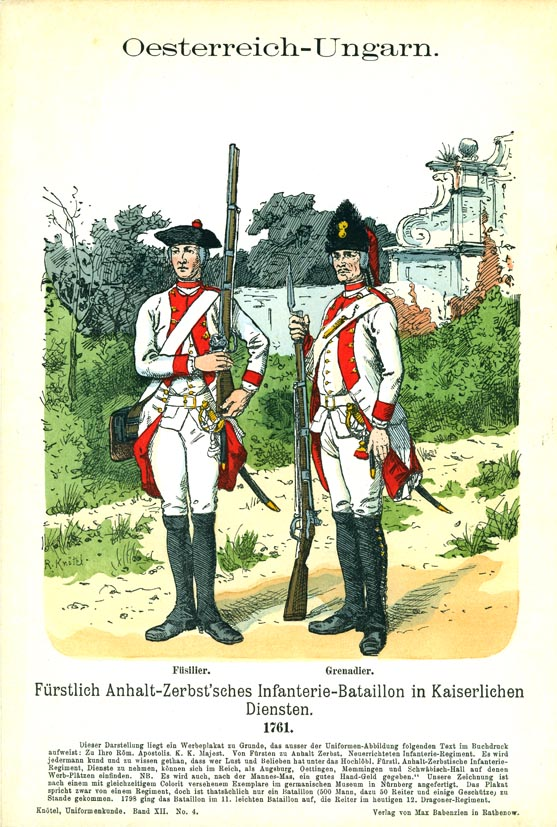
Фузилёр и гренадер
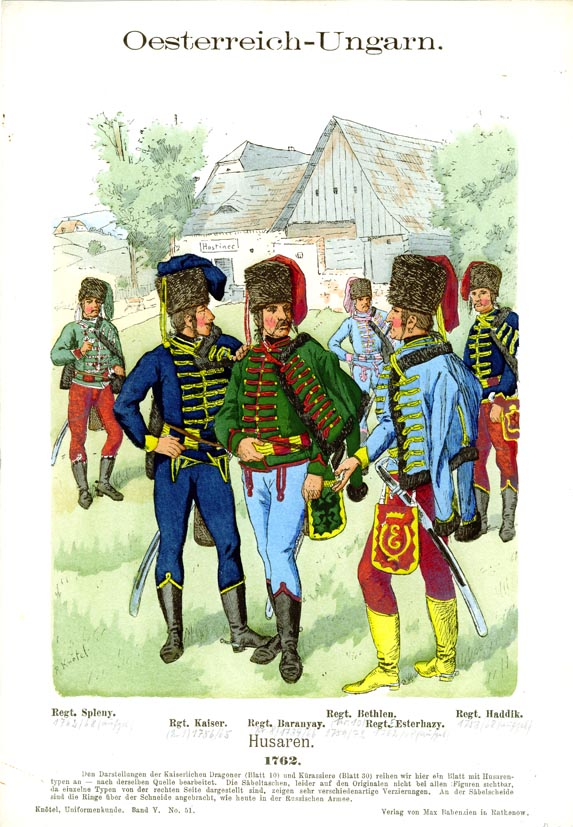
Гусары

Прусская армия
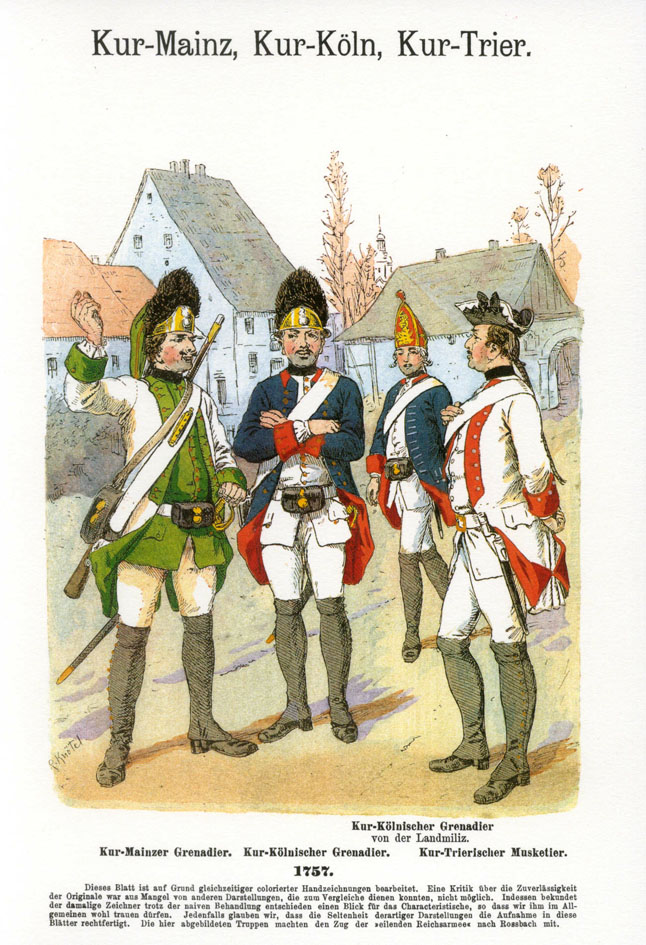
Гренадеры и мушкетёры
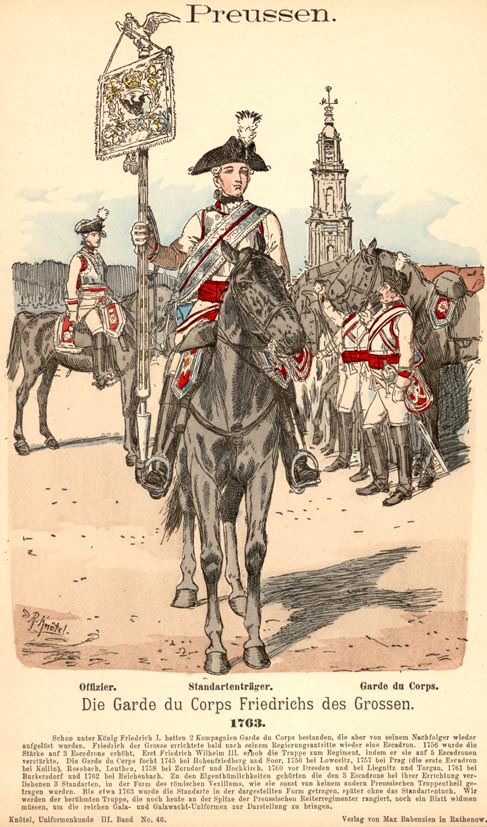
Лейб-кирасиры
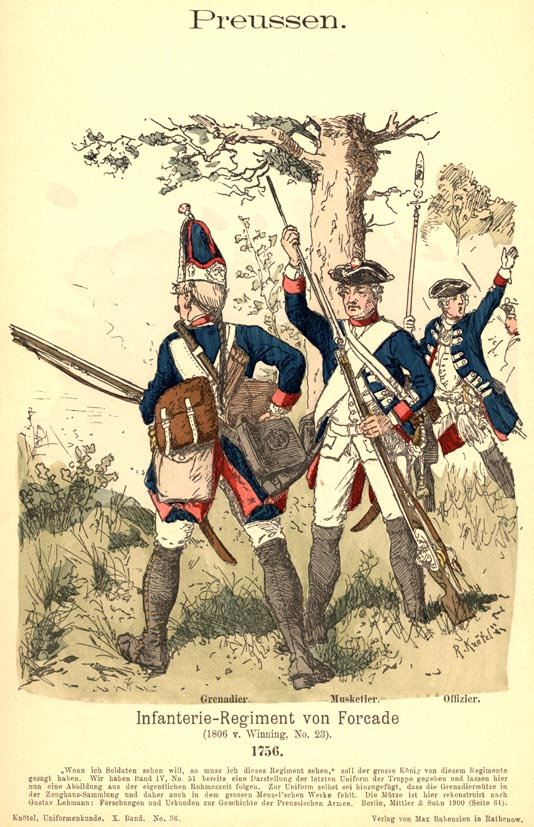
Гренадеры и мушкетёры
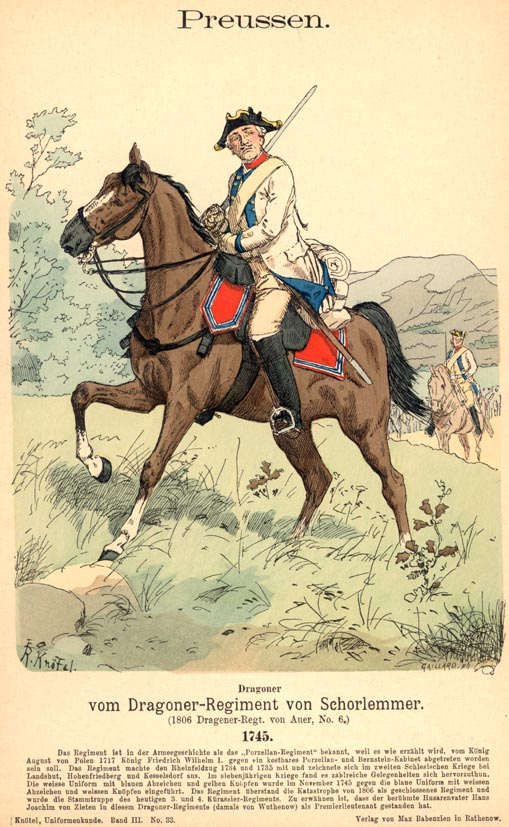
Драгун
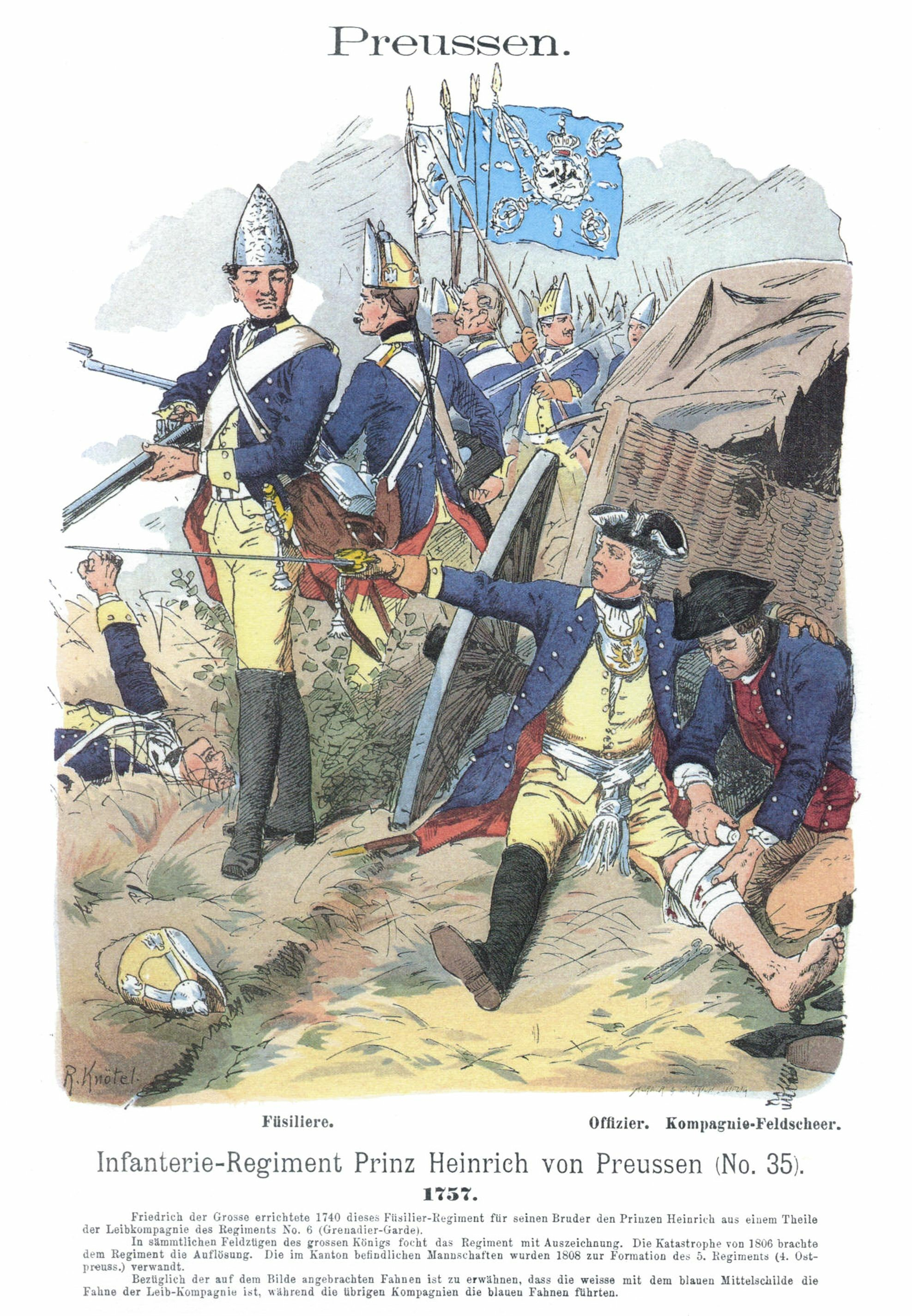
Фузилёры
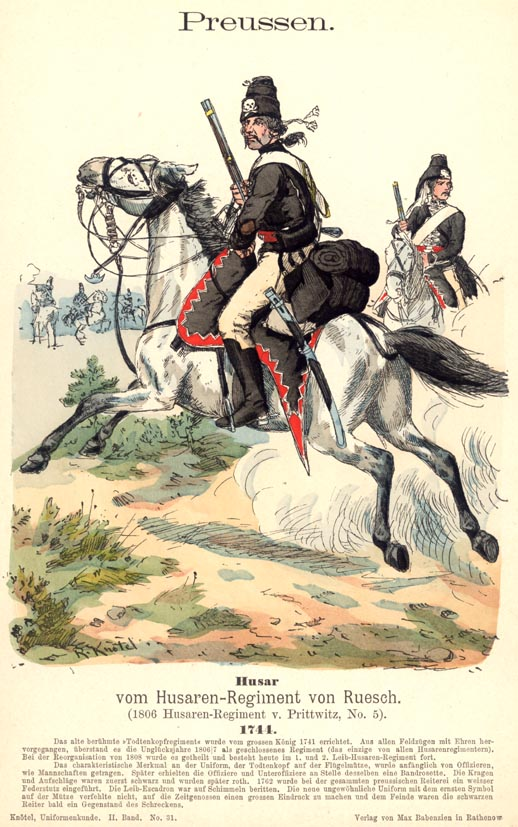
Гусары

### Комментарии
1. ↑  Изданная прусским Генштабом «История Семилетней войны» называет его кульминацией всей войны[4][5]. Историки оценивают общее количество потерь солдат всех армий, участвовавших в битве при Кунерсдорфе, в 34 244 человек[6].
2. ↑  Британский историк Томас Карлейль писал, что король отправил в Берлин четырёх всадников с победной депешей: «Русские разбиты, порадуйтесь со мной!» (англ. «Russians beaten; rejoice with me!»). Только в пятом, последнем, донесении сообщалось о катастрофическом разгроме пруссаков[26][27].
3. ↑  «Unser Verlust ist sehr groß. Von 48.000 Mann vor der Schlacht verfüge ich gegenwärtig noch über 3000. Alles flieht, und ich bin nicht mehr Herr meiner Leute ... Ich habe keine Hilfsmittel mehr, und ich muss gestehen, dass ich alles für verloren halte. Den Untergang meines Staates vermag ich nicht zu überleben. Adieu für immer.»[39]
4. ↑  Позже, в том же году, Фридрих II частично восстановил и реорганизовал эти мобильные конные батареи, и они участвовали в битве при Максене, ещё одном поражении Пруссии[49].
5. ↑  В качестве примера потерь кавалерии, записи полка Бранденбургских гусар «фон Цитена»[нем.] сообщали: «Погибли майор фон Хейнике, ротмистр фон Франкенберг, лейтенант фон Мёллендорф, Корнет Оффениус. Тяжело ранены ротмистр фон Райценштайн, лейтенанты фон Шенк, Коршаген, фон Грёбен, фон Бользе и фон Шульц, а также корнет фон Шульц. Легко ранены ещё девять человек; 21 офицер выбыл из строя. Из состава унтер-офицеров и рядовых гусар 140 человек убито и ранено. 109 лошадей убиты, 65 ранены, 20 пропали без вести»[51].
6. ↑  Союзные русско-австрийские войска заняли Берлин в следующем, 1760-м году[64].